# Croc-Blanc 2
Pour les articles homonymes, voir Croc-Blanc (homonymie).
Pour plus de détails, voir Fiche technique et Distribution.
Croc-Blanc 2 : Le Mythe du loup blanc (White Fang 2: Myth of the White Wolf) est un film américain réalisé par Ken Olin, sorti en 1994. C'est la suite du film Croc-Blanc sorti en 1991.

## Synopsis
Henry Casey (Scott Bairstow) a repris la concession de son ami Jack Conroy, ce dernier étant rentré à San Francisco. Un jour, alors qu'il devait ramener sa production d'or à Dawson City, il est emporté par le courant de la rivière et est sauvé et recueilli par une tribu d'indiens qui ont besoin de son aide. En effet, ils ont eu une vision de Croc-Blanc trouvant le troupeau de caribous dans les montagnes, les sauvant de la famine. D'abord réticent, Henry, accompagné du loup Croc-Blanc, les aidera, et découvrira en même temps la machination menée par le révérend Leland Drury (Alfred Molina), ainsi que l'amour auprès d'une Indienne. De son côté, Croc-Blanc ressent l'appel de la forêt où il y trouve une communauté de loup dont il se rapproche.

## Fiche technique
Sauf mention contraire, cette fiche technique est établie à partir d'IMDb
- Titre original : White Fang 2: Myth of the White Wolf
- Titre français : Croc-Blanc 2 : Le Mythe du loup blanc
- Autre titre français : Les Nouvelles aventures de Croc-Blanc
- Réalisation : Ken Olin
- Scénario : David Fallon
- Direction artistique : Glen W. Pearson
- Décors : Tedd Kuchera
- Costumes : Trish Keating
- Photographie : Hiro Narita
- Son : Rob Young
  - Montage son : Bob Costanza
  - Mixage son : John Asman
- Montage : Elba Sanchez-Short
- Musique : John Debney
- Effets spéciaux : David Allinson, Michael Walls
  - Coordinateur des effets spéciaux : Mark Henderscheid, William H. Orr
  - Assistant effets spéciaux : Lars Lenander, Jak Osmond
- Maquillage : Rosalina Da Silva, Ryan McCormick
  - Maquilleur adjoint : Patricia Murray
- Coiffure : Ian C. Ballard, Craig Lyman, Sanna Seppanen
- Cascades : Charles Andre, Yves Cameron, Lauro David Chartrand-DelValle
  - Doublure pour les cascades : Delaina-Lu Gamblin
- Production : Preston Fischer
  - Coproducteur : David Fallon, Justis Greene
  - Producteur associé : Danielle Weinstock
- Société de production : Walt Disney Pictures
- Société de distribution : Buena Vista Distribution Company
- Pays de production :  États-Unis
- Langue originale : anglais
- Format : Couleur (Technicolor) - 35 mm - 1,85:1 - Son : Dolby Digital
- Genre : Aventure
- Durée : 102 minutes
- Dates de sortie : 
  - États-Unis : 15 avril 1994
  - France : 19 octobre 1994

## Distribution
- Scott Bairstow (VQ: Joël Legendre) : Henry Casey
- Charmaine Craig (VF : Nathalie Régnier ; VQ: Geneviève De Rocray) : Lily Joseph
- Al Harrington (VQ: Ronald France) : Moses Joseph
- Anthony Ruivivar (VQ: Gilbert Lachance) : Peter Joseph
- Victoria Racimo (VQ: Hélène Mondoux) : Katrin
- Alfred Molina (VQ: Luis de Cespedes) : Le révérend Leland Drury
- Paul Cœur (VQ: Yves Massicotte) : Adam John Hale
- Geoffrey Lewis (VQ: Claude Préfontaine) : Heath
- Matthew Cowles (VQ: Benoît Rousseau) : Lloyd Halverson
- Woodrow W. Morrison : Bad Dog
- Reynold Russ : Leon
- Ethan Hawke (VQ: Sébastien Ventura) : Jack Conroy (caméo non crédité)

Animaux
- Jed : Croc-Blanc[2]

## Sorties internationales
Sauf mention contraire, les informations suivantes sont issues de l'IMDb

### Sorties cinéma
- États-Unis : 15 avril 1994
- Espagne : 26 août 1994
- Suède : 30 septembre 1994
- Allemagne : 13 octobre 1994
- France : 19 octobre 1994
- Argentine : 19 janvier 1995

### Sorties directement en vidéo
- Japon : 17 février 1995
- Hongrie : 23 mars 1995
- Royaume-Uni : juillet 1995

## Box-office
- Recettes aux États-Unis : 8 878 839 $ (USD)[1]

## Autour du film
- Une erreur apparait au début du film. À la fin du générique de début, apparait l'inscription « Alaska 1906 », alors que l'histoire se déroule au Klondike dans le Yukon au Canada.